# Judenau-Baumgarten
Judenau-Baumgarten is een gemeente in de Oostenrijkse deelstaat Neder-Oostenrijk, gelegen in het district Tulln (TU). De gemeente heeft ongeveer 2100 inwoners.

## Geografie
Judenau-Baumgarten heeft een oppervlakte van 14,35 km². Het ligt in het noordoosten van het land, ten noordwesten van de hoofdstad Wenen.
Absdorf · Atzenbrugg · Fels am Wagram · Grafenwörth · Großriedenthal · Großweikersdorf · Judenau-Baumgarten · Kirchberg am Wagram · Königsbrunn am Wagram · Königstetten · Langenrohr · Michelhausen · Muckendorf-Wipfing · Sieghartskirchen · Sitzenberg-Reidling · Sankt Andrä-Wördern · Tulbing · Tulln an der Donau · Würmla · Zeiselmauer-Wolfpassing · Zwentendorf an der Donau
- Gemeinsame Normdatei: 4800743-2
- MusicBrainz: fdae16fe-26e4-432c-b566-7fe65bd513c1
- Virtual International Authority File: 245859272
- WorldCat: E39PBJvmJXdgx3FK3qFd9W3WjC